# Gle Eumpuengkaneng
Gle Eumpuengkaneng är ett berg i Indonesien.   Det ligger i provinsen Aceh, i den västra delen av landet, 1 800 km nordväst om huvudstaden Jakarta. Toppen på Gle Eumpuengkaneng är 503 meter över havet, eller 57 meter över den omgivande terrängen. Bredden vid basen är 0,87 km.
Terrängen runt Gle Eumpuengkaneng är huvudsakligen kuperad, men åt nordost är den platt.Runt Gle Eumpuengkaneng är det ganska tätbefolkat, med 96 invånare per kvadratkilometer. I omgivningarna runt Gle Eumpuengkaneng växer i huvudsak städsegrön lövskog.